# 저작랑
저작랑(著作郎)은 한국과 중국의 과거 관직이다. 위나라 때 처음 시행되었다.